# 博嫩蘭湖

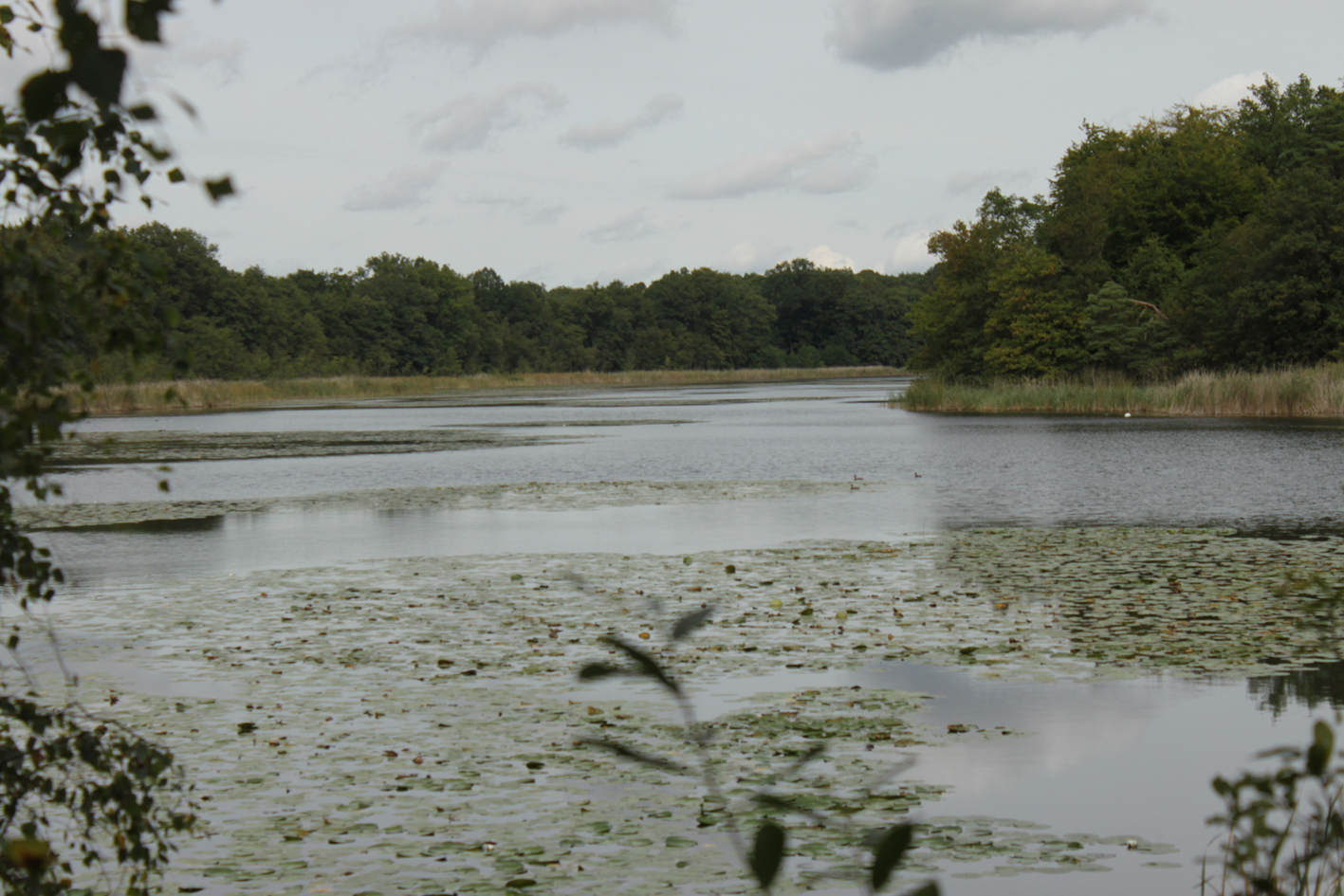

博嫩蘭湖（德語：Bohnenländer See），是德國的湖泊，位於該國東北部，由勃蘭登堡州負責管轄，處於哈弗爾河畔勃蘭登堡，長1.1公里、寬0.2公里，面積0.14平方公里，平均水深1.2米，最大水深2米。